# Demaoizacija
Proces demaoizacije, ki se je začel po smrti Mao Cetunga leta 1976, je potekal z veliko čistko kitajske komunistične partije in vlade z vojaškim udarom, ki ga je vodil maršal Je Džjanjing. Le-ta je premagal voditelje, ki so zagovarjali kulturno revolucijo, zlasti Maova tretja žena Džang Čing in šanghajska tolpa štirih (tako imenovani »radikalci«), pri čemer so izgubili možnost prevzema oblasti s strani Maovega izbranca Hua Guofenga.
Na ta način so se na oblast dvignili »pragmatiki« (ali centristi), ki so bili naklonjeni gospodarski in upravni učinkovitosti na škodo »ideološke čistosti«; Deng Šjaoping je leta 1978 uradno postal novi voditelj LR Kitajske ter začel proces »demaoizacije« in uvedel širok reformistični program, ki je začel gospodarsko odpiranje Kitajske. Novo vodstvo komunistične partije je pripravilo nov načrt za politično in gospodarsko reorganizacijo Kitajske ter potrdilo novo ustavo, nov desetletni načrt, novo državno himno ter tudi v veliki meri manj zatiralsko politiko, ki jo je prej izvajal Mao. Novi voditelji so sprožili pregon najbolj radikalnih frakcij levice. Maovi ženi in njenim najbližjim zaveznikom je bilo na primer trajno prepovedano delovati v kitajski politiki. 
Vrhunec demaoizacije je bila obtožba zlorabe moči s strani maoističnega vodstva; Centralni komite kitajske komunistične partije je objavil poročilo, v katerem je zapisal: »Zgodovina je pokazala, da je Maova kulturna revolucija, ki je delovala zmotno in so jo izkoriščali protirevolucionarni razredi, povzročila notranje nemire in prinesla katastrofo za partijo, za državo in za vse ljudi«. Kmalu so sodili tudi tolpi štirih: Džang Čing in Zhang Chunqiao sta bila obsojena na smrtno kazen, kazen pa je bila pozneje spremenjena v dosmrtno ječo;  Yao Wenyuan in Wag Hongwen sta bila obsojena na dvajset let zaporne kazni.  
Reforme so državo vodile k večjemu uspešnemu kmetijskemu, industrijskemu, vojaškemu in tehnološkemu napredku, s ciljem povečati učinkovitost, vendar ne da bi opustili socializem in enopartijski sistem, politično-ideološke vidike pa so podredili gospodarskemu razvoju. Ideologija marksizem-leninizem je prav tako ostala ohranjena na oblasti. Pozneje je komunistična partija zmanjšala vladni nadzor nad zasebnim življenjem Kitajcev in razpustila komune; mnogi kmetje so dobili zemljo, da bi povečali spodbude za kmetijsko proizvodnjo. Ti dogodki so zaznamovali prehod Kitajske iz načrtnega gospodarstva v mešano socialistično-kapitalistično gospodarstvo z vedno svobodnejšim trgom, sistemom, ki ga mnogi imenujejo »tržni socializem«. 